# ميليسا ناثان
ميليسا ناثان (بالإنجليزية: Melissa Nathan)‏ هي صحفية ومؤلفة وكاتِبة بريطانية، ولدت في 13 يونيو 1968 في هارتفوردشير في المملكة المتحدة، وتوفيت في 7 أبريل 2006 في لندن في المملكة المتحدة بسبب سرطان الثدي.